# 安宅漁港
安宅漁港，位於台灣澎湖縣馬公市安宅里，北側接壤湖西鄉許家村，主管單位為澎湖縣政府，屬第二類漁港:167，安宅漁港開口朝南，地理位置與西衛漁港遙望相對。

## 簡介
「安宅」位於澎湖縣馬公市，清領時期屬澎湖廳東西澳，古名「蚱腳嶼」，據稱乃因早昔海濱盛產海蜇，海蜇在海中游動時，狀似撐開的傘，成群的長腳飄晃，故以名之。蚱腳嶼因地勢北高南低，避風效果甚佳，故而起建許多「菜宅」來種植蔬菜，時人又稱「菜宅」為「宅腳」、「宅仔」、「宅內」或「宅仔腳」等名，在日治時期被改作「宅腳嶼」，1945年政權交替之後，再改為「安宅里」，沿用迄今。
民國69年至76年（1980年－1987年）施行「第一期臺灣地區漁港建設方案」的計畫中，安宅漁港便被編列在內，獲得新台幣388萬元經費挹注興建；民國86年至89年（1997年－1999年）「第三期臺灣地區漁港建設方案」中，安宅漁港使用經費為新台幣190萬元；民國90年至91年（2001年－2002年）的「第四期臺灣地區漁港建設方案」則為新台幣132萬元。根據2005年出版的《續修澎湖縣志．財政志》資料，澎湖縣政府總計編列新台幣710萬元使用於安宅漁港的建設上。:176
安宅漁港聯外的村里道路約鋪設兩百八十餘公尺，防波堤主要向西側延伸，並朝南一彎，圍成開口向南之勢。在「澎湖縣港澳整體發展評估規劃」中，安宅漁港本身規模狹小，被列為「區里船筏漁業基地」，停靠安宅漁港碼頭的船隻多為小型船筏或動力舢舨。安宅漁港附近另有水產養殖業，但港口陸上的設施不足，漁產仍多至馬公港運銷。
安宅漁港現行台灣的漁港法屬於「第二類漁港」，而在民國95年（2006年）1月27日之前的漁港法舊制中，屬於供地方性使用的「第四類漁港」。

## 塔尖
安宅漁港碼頭西南側不遠處建有一尖塔狀的厭勝物，俗稱「塔尖」或「嶼仔尖塔」。塔尖建築年代不詳，但在光緒11年（1885年）法國艦隊發動澎湖之役攻佔澎湖時，法軍的海圖便有標示安宅沿岸「塔尖」的存在。此外，塔尖建塔原因眾說紛紜：其一，便於民眾判別潮汐的時間。其二，安宅漁港造港之前，民間曾自行搭築一長約20公尺的玄武岩碼頭供漁船停泊，碼頭也成為當時民眾的聚會場所，後來有名未婚女性在此與情人幽會，差點醞釀至私奔之說，當地居民以改善不良風氣為由，便將碼頭拆除，部分石材移作菜宅築牆使用，剩餘的玄武岩便挪以建造此塔。

## 圖輯

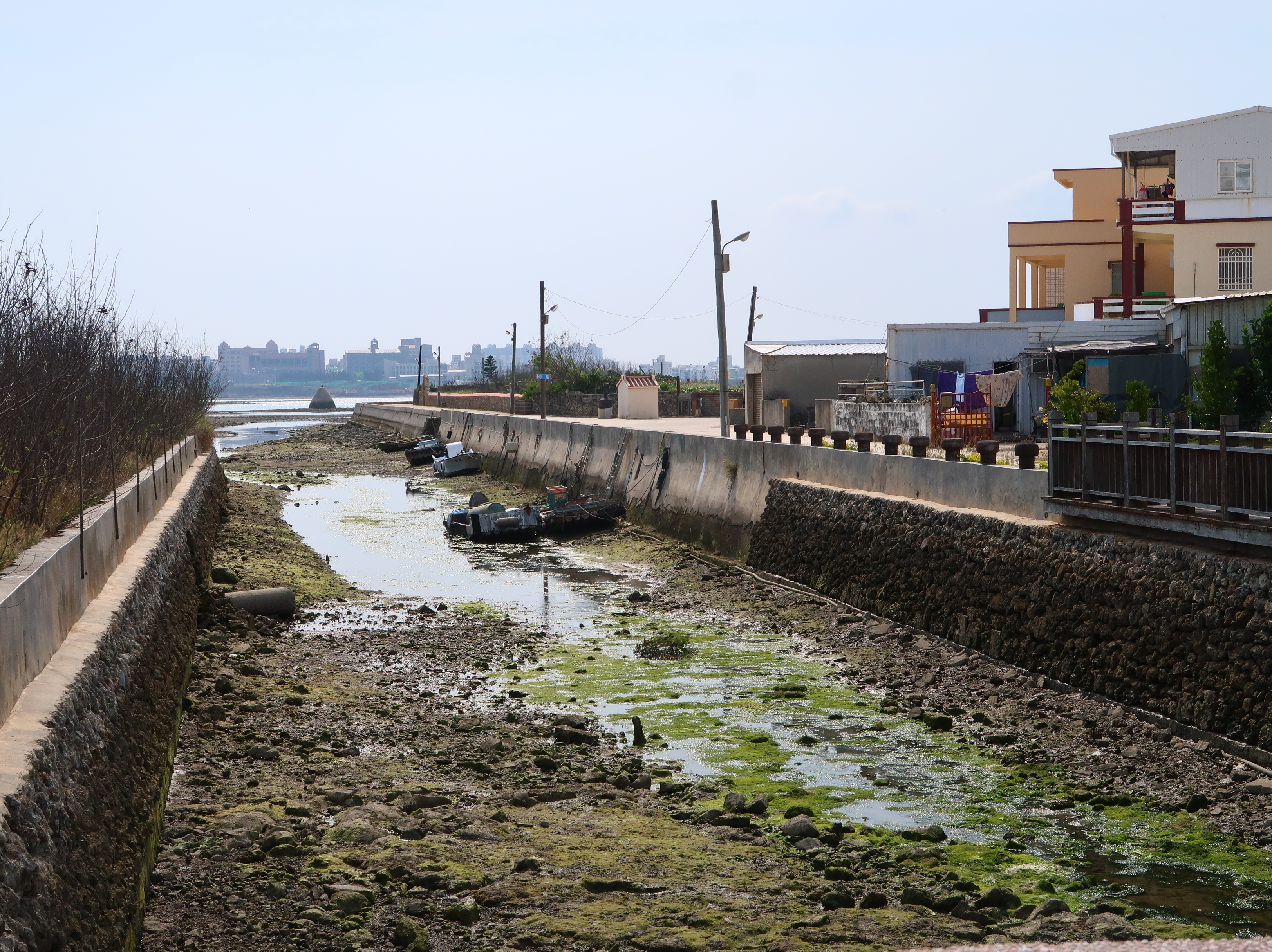
漁港渠道
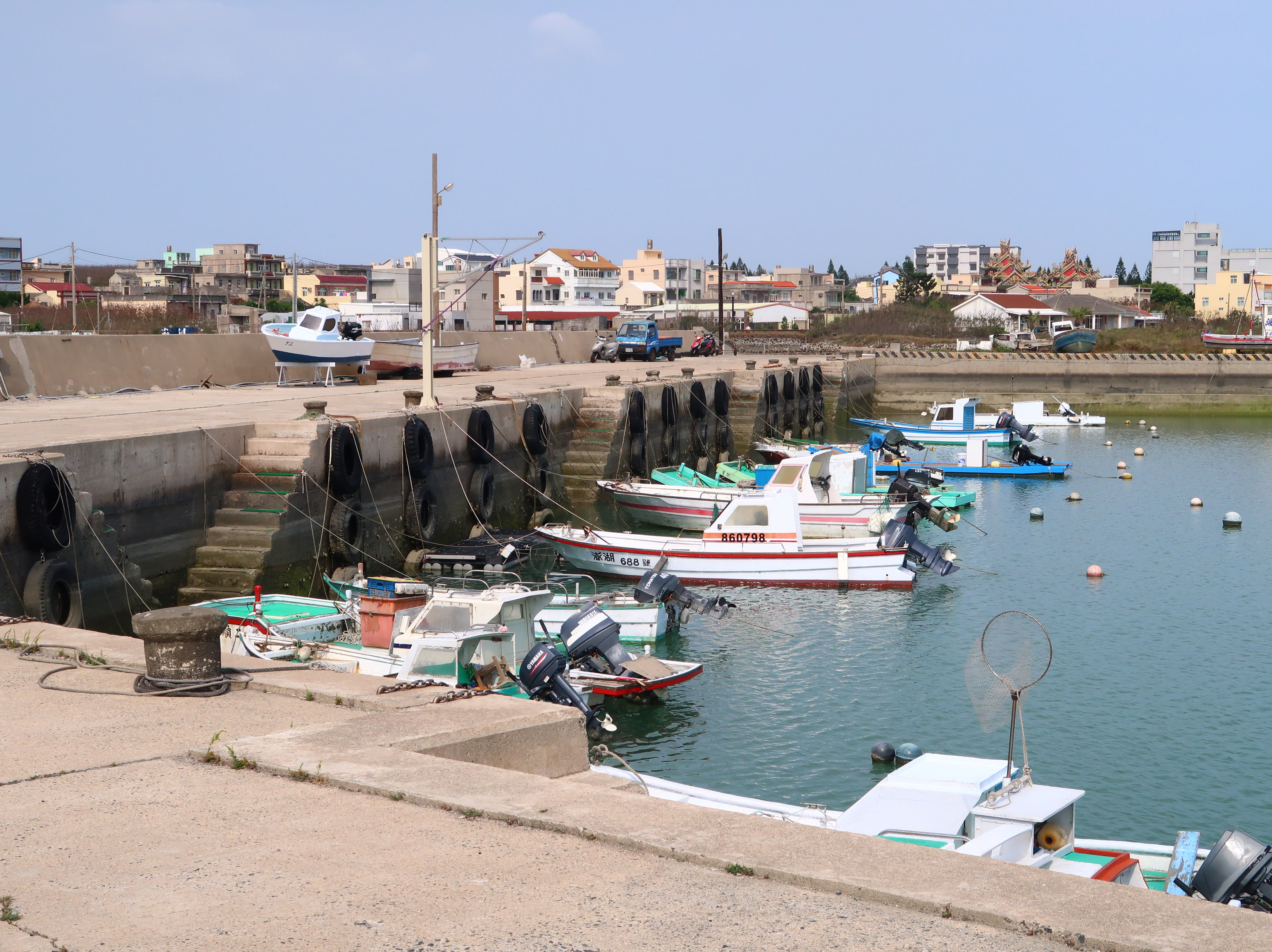
碼頭一隅
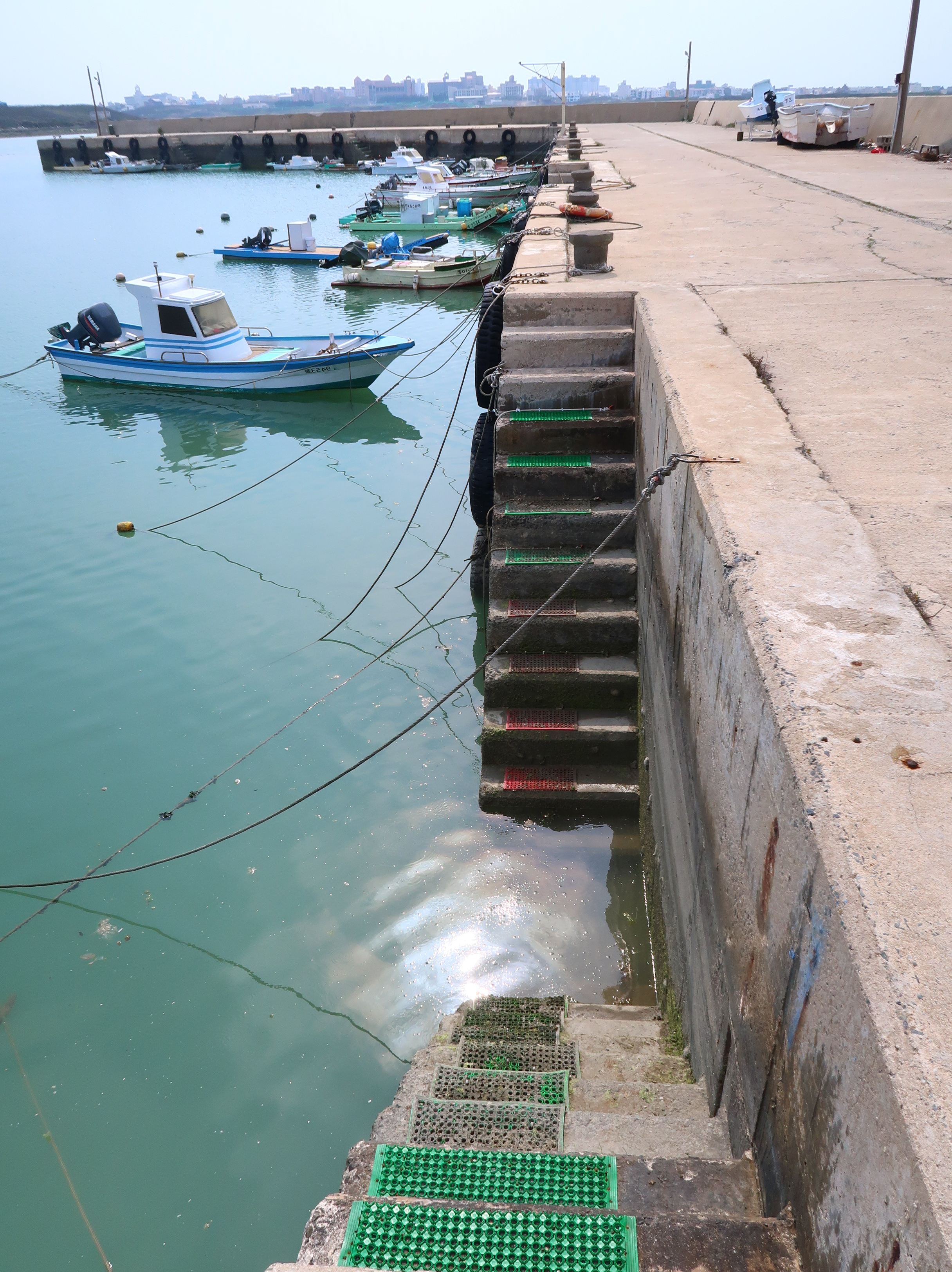
碼頭階梯
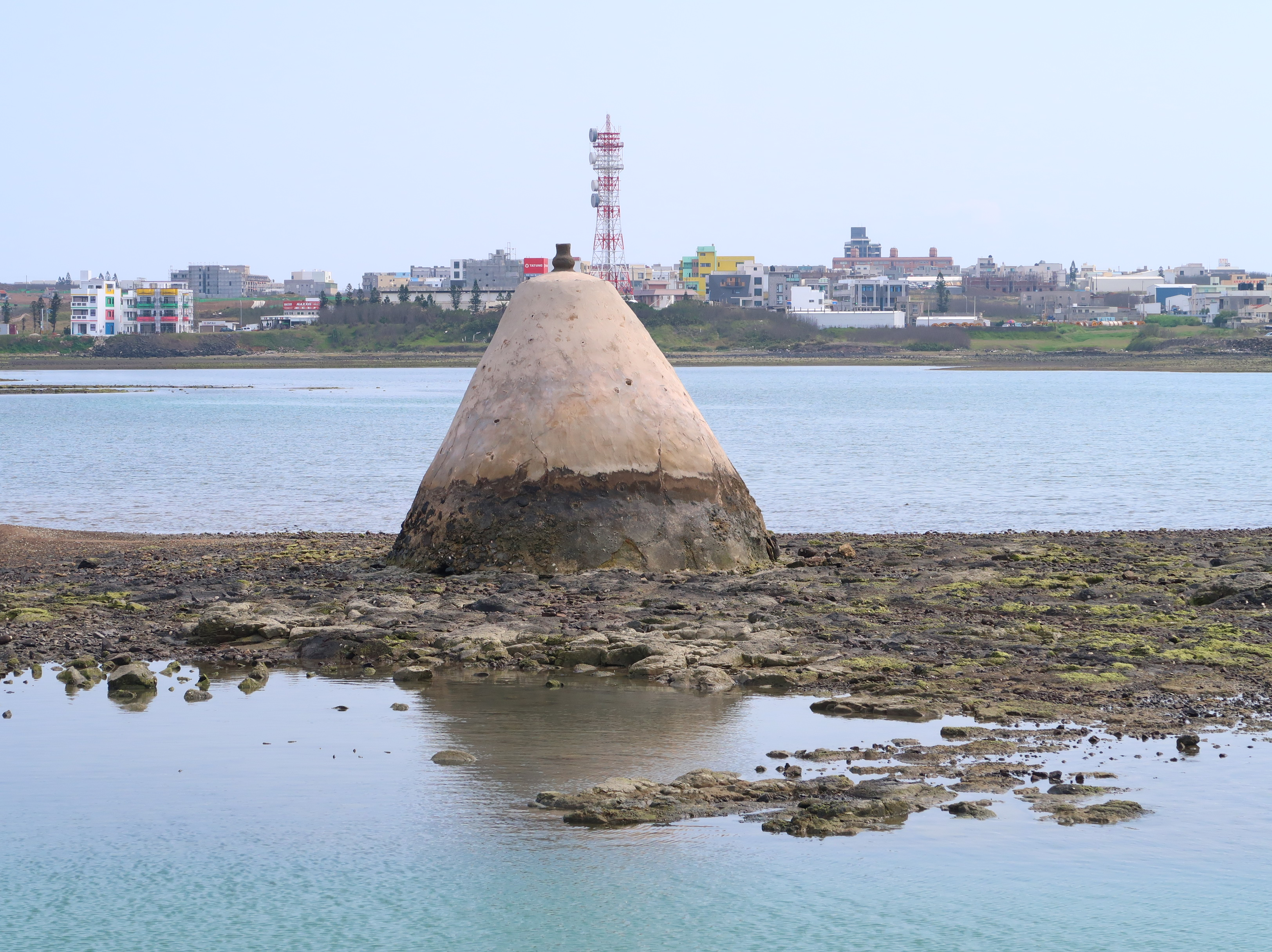
漁港厭勝物－嶼仔尖塔
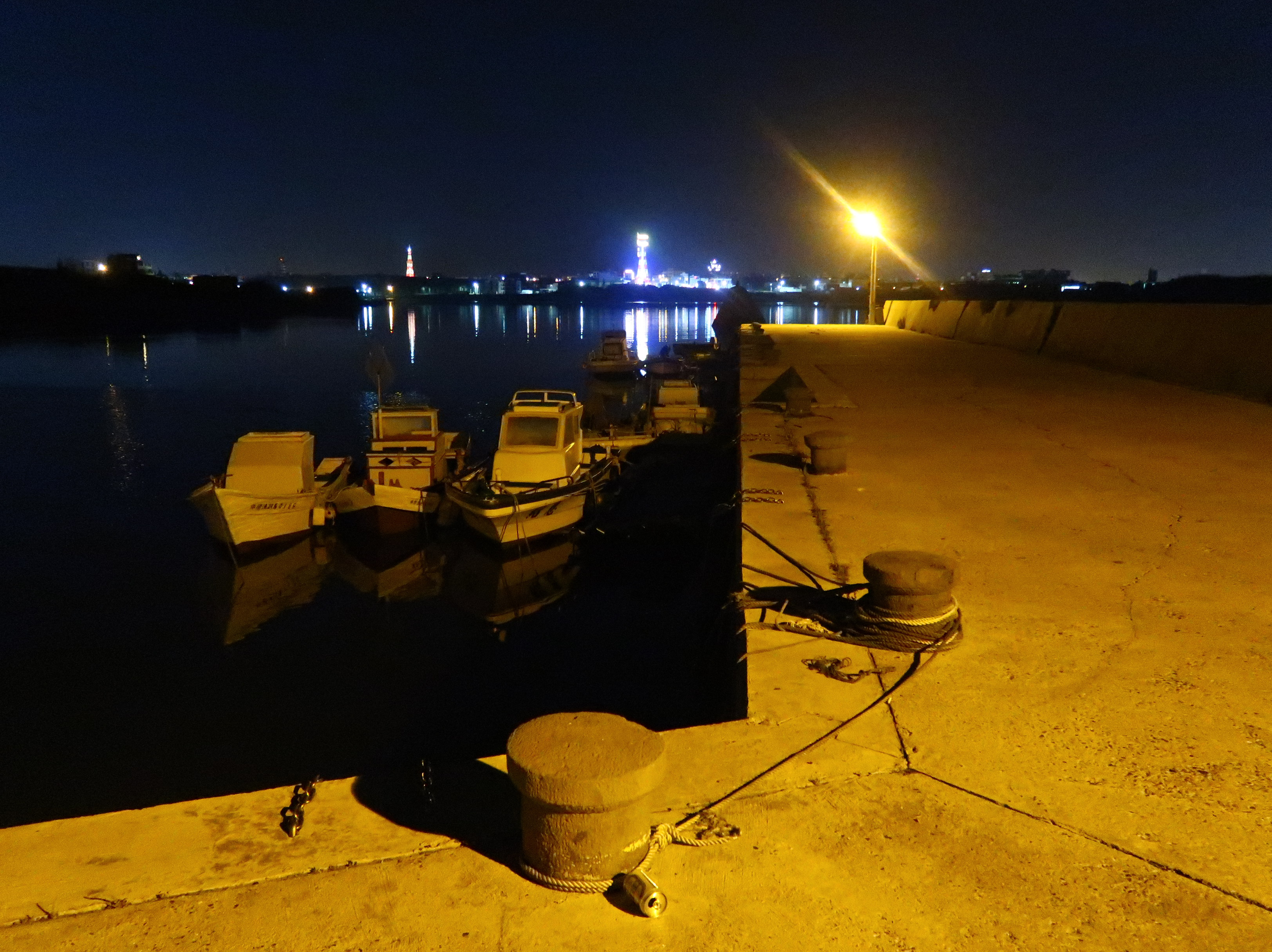
漁港夜景
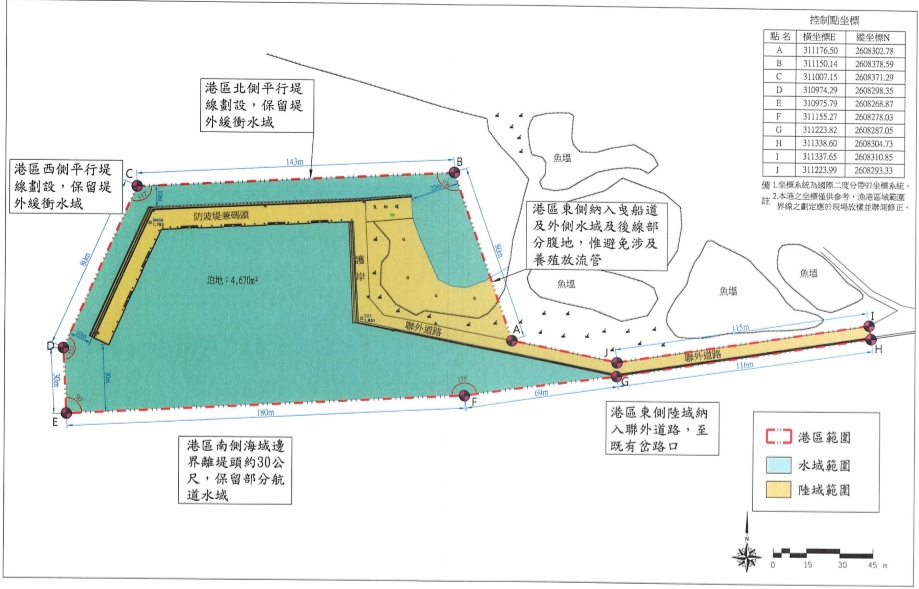
漁港平面圖

## 外部連結
- 澎湖縣政府工務處港灣科－安宅漁港

23°34′50″N 119°35′04″E / 23.580581°N 119.584557°E